# Май, Лукас
Ларс Лукас Май (нем. Lars Lukas Mai; родился 31 марта 2000 года в Дрездене, Германия) — немецкий футболист, защитник клуба «Лугано».

## Клубная карьера
Май — воспитанник дрезденского «Динамо» и «Баварии». В 2018 году Лукас был включён в заявку основной команды. 21 апреля в матче против «Ганновер 96» он дебютировал в Бундеслиге. В своём дебютном сезоне Ларс стал чемпионом Германии. Летом 2020 года Май для получения игровой практики на правах аренды «Дармштадт 98». 19 сентября в матче против «Зандхаузена» он дебютировал во Второй Бундеслиге.
Летом 2021 года Май был арендован клубом «Вердер». 24 июля в матче против «Ганновер 96» он дебютировал за новую команду.

## Карьера в сборной
В 2017 году Май в составе юношеской сборной Германии принял участие в юношеском чемпионате Европы в Хорватии. На турнире он сыграл в матчах против команд Боснии и Герцеговины, Сербии, Ирландии, Нидерландов и Испании. В поединке против боснийцев Лукас забил гол.
В том же году Май принял участие в юношеском чемпионате мира в Индии. На турнире он сыграл в матчах против команд Коста-Рики, Ирана, Гвинеи, Колумбии и Бразилии.
В 2021 году в составе молодёжной сборной Германии Май стал победителем молодёжного чемпионата Европы в Венгрии и Словении. На турнире он сыграл в матче против команды Дании.

## Достижения
Командные
 «Бавария»
- Чемпионат Германии по футболу — 2017/18[источник не указан 1705 дней]

Международные
 Германия (до 21)
- Победитель молодёжного чемпионата Европы — 2021